# Rotopănești
Rotopănești – wieś w Rumunii, w okręgu Suczawa, w gminie Horodniceni. W 2011 roku liczyła 411 mieszkańców. 